# Boris Chichkine
Pour les articles homonymes, voir Chichkine.
Boris Konstantinovitch Chichkine (ou Schischkin, en transcription allemande), né le 19 avril 1886 à Sovetsk dans l'oblast de Kirov et mort le 21 mars 1963 à Léningrad, est un botaniste russe. Il a apporté une contribution notable à la taxinomie de plantes à fleurs.

## Carrière
Il étudie à l’université de Tomsk dont il est diplômé en 1911. Il est assistant au sein de cette même université de 1914 à 1918, puis professeur de 1925 à 1930. Il devient en 1931, directeur à l’Institut de botanique de l’Académie des sciences de la république socialiste fédérative soviétique de Russie à Léningrad, puis son directeur de 1938 à 1949.
Chichkine est l’auteur de nombreuses publications, notamment sur la flore de Sibérie, de l’Asie centrale, des Carpates et du Caucase.